# Anna Greta Wide
Anna Greta Wide, född 4 december 1920 i Göteborg, död 28 augusti 1965 i Göteborg, var en svensk poet. Hon skrev sex diktsamlingar och var aktiv från tidigt 1940-tal. Bland hennes inspirationskällor fanns Karin Boye, Gunnar Ekelöf och Søren Kierkegaard.
Våren 2020 tillägnades hon den första digitala utställningen i Diktens museum, Litteraturbankens nya initiativ.

## Biografi
Anna Greta Wide föddes 4 december 1920 i Göteborg. Hon var dotter till folkskolläraren Otto Wide och hans hustru Annie Kjellmer.  Hon gick på latinlinjen  vid Göteborgs högre allmänna läroverk för flickor. Efter studentexamen 1940 fortsatte hon sina studier vid Göteborgs högskola där hon bland annat läste litteraturhistoria. Kerstin Anér och Lars Ulvenstam hörde till studiekamraterna. Hon skrev en uppsats om Elin Wägners stil. 1949 blev hon filosofie kandidat och 1951 filosofie magister i nordiska språk, engelska, litteraturhistoria och pedagogik.
Anna Greta Wide fick sina två första diktsamlingar publicerade under studietiden. Efter avlagd examen 1951 var hon verksam som adjunkt vid Kungsbacka samrealskola och från 1957 vid Göteborgs kommunala realskola och ett par år därefter vid Göteborgs praktiska kommunala realskola. 
Wide insjuknade i cancer 1963 och vårdades på Jubileumskliniken vid Sahlgrenska sjukhuset. Hon avled 28 augusti 1965 och jordfästes den 3 september vid S:t Olofs kapell i Kviberg.

## Författarskap
Anna Greta Wide fick sin första diktsamling Nattmusik utgiven som 22-åring 1942 på Norstedts förlag. Då hade hon skrivit dikter sedan tonårstiden och ett par år tidigare fått en diktsamling refuserad av Bonniers förlag. Några av dessa dikter återfinns i samlingsvolymen Dikter, 1989. Under gymnasietiden deltog hon i en rikstävling med en dikt om Afrodite. Tidiga litterära förebilder var Harriet Löwenhjelm och Karin Boye.
Musiken spelade en stor roll för Anna Greta Wide. "Varför skall man använda ord överhuvudtaget, när allt sägs så mycket bättre i musik! " skall hon ha sagt till Kerstin Anér. Titeln på den följande diktsamlingen Orgelpunkt, 1945 syftar på en musikterm som innebär en utdragen ton som ligger kvar medan övriga stämmor rör sig vidare. Titeldikten är skriven som en replik till en dikt av Gunnar Ekelöf från Färjesång 1941. Gunnar Ekelöf skriver ”En värld är varje människa, befolkad / av blinda varelser i dunkelt uppror.” Anna Greta Wide börjar diktsamlingen med "En människosjäl är en fuga / av trotsiga stämmor, som stiga / ur djupen som locka och suga."
De båda tidiga diktsamlingarna mottogs väl av kritikerna och gavs ut i flera upplagor. Efter ett längre uppehåll kom nästa diktsamling 1955, Dikter i juli och året därpå Broar. Naturmotiv från västkusten förekommer liksom antydan om en personlig relation som slutar i saknaden efter en älskad människa som dött. I dessa dikter använder Anna Greta Wide fri vers och nya former.
I de senare diktsamlingarna, Kyrie 1960 och Den saliga osäkerheten 1964, framträder tydligare den religiösa sidan hos Anna Greta Wide. Centralt för henne är bönen som i de tidigare dikterna varit riktade till "livet" men som senare mera talar till ett "Du", en utveckling förenlig med den kristna mystiken. Även i den sista diktsamlingen replikerar författaren till Gunnar Ekelöfs diktning: "Den saliga osäkerheten/  Den osäkra saligheten / Den osaliga säkerheten/ Den säkra osaligheten ..." Gunnar Ekelöf skriver "Den gamla hemliga skadligheten/ Den gamla saliga flabbigheten/ Den gamla skadliga skabbigheten/ Den gamla skabbiga saligheten ..."
I de senare samlingarna finns också inslag av ironiskt hållna dikter i Kierkegaards anda.
I samlingen Nattmusik har Anna Greta Wide översatt och inkluderat dikter av Eduard Mörike, Rainer Maria Rilke och Percy Bysshe Shelley. Anna Greta Wide översatte dessutom en roman av den tyske författaren Bruno Frank (Dottern, 1943).
Flera dikter av Anna Greta Wide är tonsatta.
Våren 2020 tillägnades hon den första digitala utställningen i Diktens museum, Litteraturbankens nya initiativ. Titeln Frihet & sanning valdes för att spegla det frihetsbehov och det sanningskrav som styrde hennes liv och arbete. Hösten 2020 planeras en återutgivning av författarens verk.
Anna Greta Wide har utsetts till 2020 års brunnslockspoet vilket innebär att en av hennes dikter kommer att pryda brunnslock i hemstaden Göteborg. 
Den 2 januari 2021 tillägnade SR:s Lundströms Bokradio hela programmet Anna Greta Wide.

### Diktsamlingar
- Nattmusik : dikter. Stockholm: Norstedt. 1942. Libris 22272163. https://litteraturbanken.se/forfattare/WideAG/titlar/Nattmusik/info
- Orgelpunkt : dikter. Stockholm: Norstedt. 1944. Libris 22272147. https://litteraturbanken.se/forfattare/WideAG/titlar/Orgelpunkt/info
- Dikter i juli. Stockholm: Norstedt. 1955. Libris 22272173. https://litteraturbanken.se/forfattare/WideAG/titlar/DikterIJuli/info
- Broar. Stockholm: Norstedt. 1956. Libris 22272146. https://litteraturbanken.se/forfattare/WideAG/titlar/Broar/info
- Kyrie. Stockholm: Norstedt. 1960. Libris 22272154. https://litteraturbanken.se/forfattare/WideAG/titlar/Kyrie/info
- Den saliga osäkerheten. Stockholm: Norstedt. 1964. Libris 22272172. https://litteraturbanken.se/forfattare/WideAG/titlar/DenSaligaOsakerheten/info

### Postuma samlingar
- Dikter / i urval av Gunnel Vallquist ; inledning av Kerstin Anér. Stockholm: Norstedt. 1989. Libris 7154905. ISBN 9118815723
- Sedan kan allting hända : efterlämnade dikter 1940-1965. Norstedts. 2020. Libris v690s14ksxgl08w5. ISBN 9789113107646
- Vem vänder i ljus mitt mörker : samlade dikter 1942-1964. Norstedts. 2020. Libris 5hl93bfn3gtjzbt3. ISBN 9789113107639

### Redaktör
- Det unga Göteborg 1944 : dikter från Göteborgs högskolas studentkår / samlade och utg. av Martin S. Allwood och Gösta Gillberg i samråd med Anna-Greta Wide. Göteborg. 1944. Libris 1901688

## Priser och utmärkelser
- 1956 – Eckersteinska litteraturpriset
- 1956 – Boklotteriets stipendiat
- 1963 – Deverthska kulturstiftelsens stipendiat